# Schmalstede
Schmalstede er en kommune og en by i det nordlige Tyskland, beliggende i Amt Bordesholm i den sydøstlige del af Kreis Rendsborg-Egernførde. Kreis Rendsborg-Egernførde ligger i den centrale del af delstaten Slesvig-Holsten.

## Geografi
Schmalstede ligger omkring 10 km nord for Neumünster og 16 km syd for Kiel mellem Bundesautobahn 215 og Bundesstraße 404 ved floden Ejderen.
En del af kommunens område er Landschaftsschutzgebiet.